# Les Légions Noires
Les Légions Noires (ro: Legiunile Întunecate) a fost un grup francez de formații de black metal cu centrul în jurul orașului Brest, în Bretania Formațiile au lansat un număr limitat de materiale, marea majoritate distribuite printre prieteni și colegi. Din cadrul acestei scenei fac parte formații precum Vlad Tepes, Mütiilation, Belketre, Torgeist, Black Murder, Moëvöt sau Aäkon Këëtrëh.

## Istorie
Scena a luat naștere spre sfârșitul anilor 1980 și începutul anilor 1990 ca reacție la scena black metalului norvegian cunoscută sub denumirea de „Black Circle”. Conform lucrării „Black Metal: Evolution of the Cult”,  grupului Les Legions Noires a fost creat de Vordb Bathor Ecsed undeva în jurul anului 1991. Un alt membru, posibil co-fondator, este Meyhna'ch, cel care a pus bazele formației Mütiilation. Aceștia au adoptat idealurile sataniste și mizantropice, respectiv pozițiile elitiste, anti-comerciale specifice scenei norvegiene. Conform unor articole din revista Terrorizer din cursul anului 2005 pe istoria genului black metal, „o adunătura de personaje cu corpse paint, despre care se zvonea că proveneau din spatele proiectelor Mütiilation, Torgeist și Vlad Tepes, s-au autointitulat „Legiunile Întunecate” drept tribut eroilor black metalului norvegian, Burzum și Darkthrone, despre care se presupunea că erau pregătiți să terorizeze creștinii acum câțiva ani”. Primele înregistrări ale membrilor LLN au fost lansate în târziul anilor '90, iar influența acestora a fost recunoscută în aceleași articole din Terorizer: „Nu trebuie să ignorăm Franța, casa enigmaticii Legiuni Întunecate caracterizată de o brutalitate feroce la mijlocul anilor 1990”.
Cât privește influența, Wlad Drakksteim din formația Vlad Tepes, a declarat într-un interviu pentru revista Petrified că „orice formație adevărată de black metal ar trebuie să interpreteze în stilul vechiului Bathory”. Întrebat de „mafia black metalului norvegian”, acesta a afirmat că „mafia norvegiană a făcut multe fapte rele acestei lumi. Cu Euronymous mort, Mayhem este fără discuție moartă și este mai bine astfel deoarece va ajuta black metalul să se reîntoarcă la întuneric. Iar cu privire la Varg Vikernes nu am o opinie. Avem părerile noastre și el sigur le cunoaște, așa că...”.
În jurul anului 1996 grupul a început să se destrame, unul dintre posibilele motive a fost faptul că materialul la care aveau acces doar anumite surse de încredere a început să fie distribuit și piratat fără consimțământul creatorilor. Totuși, cauza primă pare să fi fost plecare lui Meyhna'ch; acesta declara în revista spaniolă Final Solution că: „Legiunile Întunecate s-au despărțit [sic] în jurul anului 1996... Nu pot să spun de ce ne-am despărțit, poate deoarece eram prea multe suflete întunecate la un loc, erau tensiuni și competiții cu privire la cine îi va domina pe ceilalți”. În anul 1998 s-a lansat ultimul album sub egida LLN, o compilație a celor din Vlad Țepeș, sub denumirea de The Black Legions.
Cele mai cunoscute formații din scena Les Légions Noires rămân Mütiilation, Belketre, Torgeist și Vlad Tepes. Deși unele grupuri din această scenă franceză nu a lansat materiale noi în perioada 1998-2014, Belketre a revenit material nou numit Ryan Èvn-A în anul 2015. Nu se știe dacă formațiile au fost inactive în această perioadă sau pur și simplu au preferat să nu lanseze materiale noi publicului.

## Stilul
Les Légions Noires au conturat un sunet distinct, fapt nu foarte surprinzător dat fiind faptul că grupul era format dintr-un număr mic de membri, Utilizând tehnica lo-fi, deja specifică genului black metal, aceștia au experimentat atât de mult încât într-un catalog britanic de albume Vlad Tepes este descrisă drept formația „care îi face pe Darkthrone să sune asemenea grupului Rush”. Întregistrările LLN pot fi împărțite în două categorii. Pe de-o parte cele agresive, cu tehnici vocale de tip shrieking, caracteristice black metalului, iar pe de altă parte melodii ambientale, ritualice, în general fără voce, dar cu suficiente supratonuri depresive. De asemenea, reprezentanții scenei au rămas fideli pionierilor norvegieni, valorilor black metalului satanic, și au început să transmită amenințări cu moartea celor pe care îi consideră trădători, precum formațiile creștine sau casele de discuri comerciale.

## Discografie
- Mütiilation: Hail Satanas We Are the Black Legions (1994)
- Vlad Tepes: War Funeral March (1994)
- Vlad Tepes / Belketre: March to the Black Holocaust (1995)
- Mütiilation: Vampires of Black Imperial Blood (1995)
- Vlad Tepes / Torgeist: Black Legions Metal (1996)
- Belketre: Ambre Zuèrkl Vuordhrévarhtre (1996)
- Vlad Tepes: La Morte Lune (1997)